# Ulrich von Mylius
Ulrich Freiherr von Mylius (* 8. Oktober 1896 auf dem Wasserschloss Wymarshof in Kirchberg bei Jülich; † 21. Januar 1974 in Aachen) war ein deutscher Landrat im Kreis Jülich in der Zeit des Nationalsozialismus (1933–1945). In den Jahren 1939 bis 1940 wurde Mylius zudem als Landkommissar im Landkreis Kutno eingesetzt.